# ウォーレン (オハイオ州)
ウォーレン（英: Warren）は、アメリカ合衆国オハイオ州北東部トランブル郡の都市であり、同郡の郡庁所在地である。ヤングスタウンの北西22km、ペンシルベニア州との州境から西に24kmの位置にある。人口は41,557人（2010年国勢調査）。ヤングスタウンと共に形成している都市圏（ヤングスタウン・ウォーレン・ボードマン大都市圏）は565,773人、この都市圏にセーラム小都市圏を加えた広域都市圏は673,614人（いずれも2010年国勢調査）の人口を抱えている。

## 歴史
1798年、エフレイム・クインビーがコネチカット土地会社からコネチカット西部保留地としてあった土地441エーカー (1.78 km2) を購入し、ウォーレンの町を設立した。クインビーは町の測量士モーゼス・ウォーレンから町の名前を採った。1801年にはトランブル郡の郡庁所在地になった。
1833年、市内には郡庁舎、印刷所2軒、銀行1軒、商店5軒があり、住人は約600人だった。
1846年には人口が1,600人近くになっていた。同年、教会5棟、店舗20軒、新聞社3軒、銀行1軒、毛織物工場1棟、小麦粉工場2棟があった。1846年6月、火事でタウンスクエアの片方にあった建物数軒が燃えたが、住民は直ぐに新しい店舗や事業を建設して置き換えた。この時期に周辺田園部に住む農夫にとって重要な交易拠点となっていた。作曲家のスティーブン・フォスター、その妻のジェイン・マクダウェル、および娘のマリオンが、短期間ウォーレンに住んでいた。

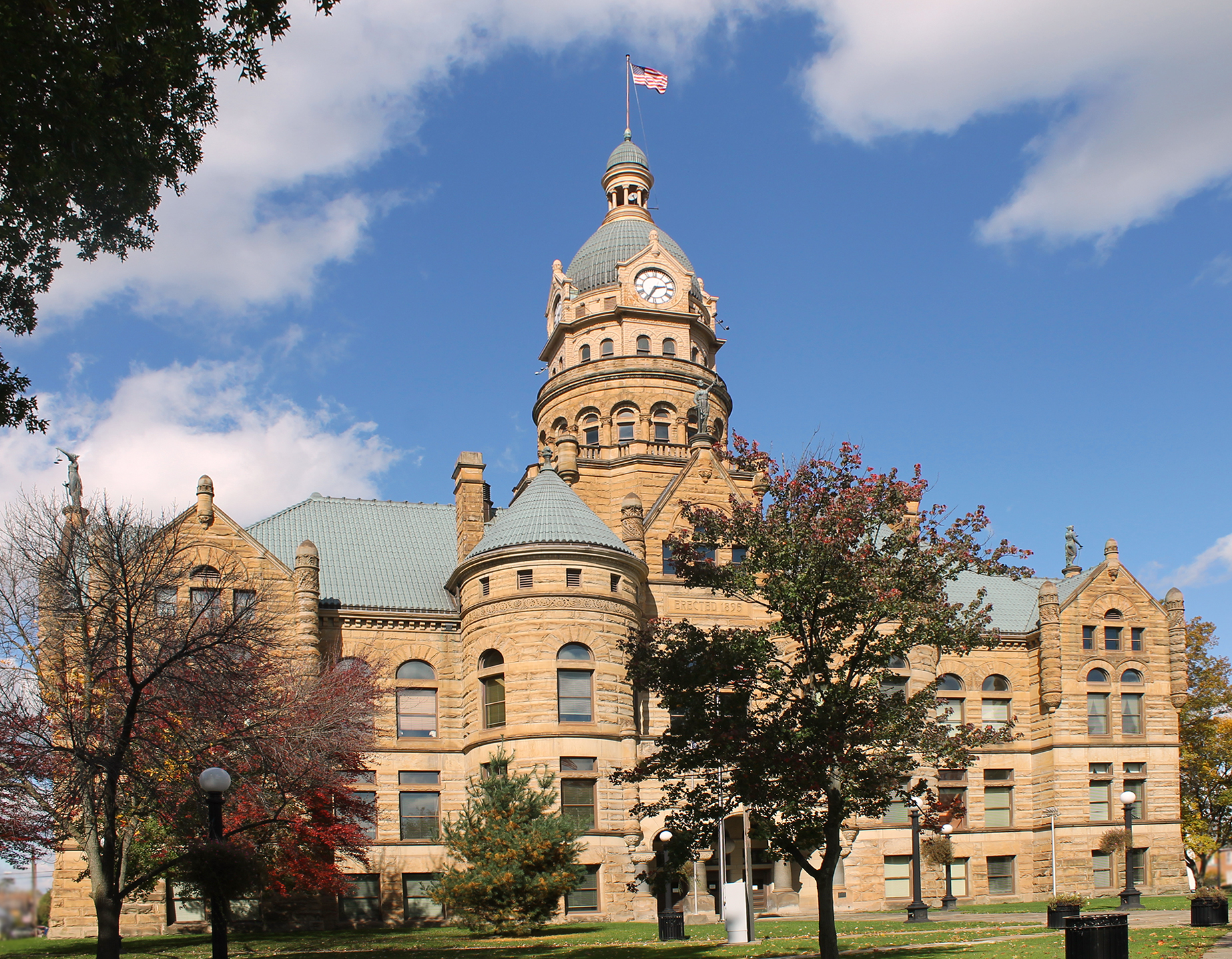
トランブル郡庁舎

19世紀の後半と20世紀を通じて、ウォーレンは交易と製造の重要な拠点だった。1888年までに4本の鉄道が通り、州内各所とを繋いだ。同年、新聞社は5軒、教会7棟、銀行3軒があり、多くの製造会社があった。生産される商品として、亜麻仁油、家具、たる板、毛織物、ブラインド、白熱電球、自動車、荷車があった。1890年にウォーレンに設立されたパッカード電気会社によって、国内で初めて電気の街灯が灯った町になった。1890年の人口は5,973人になった。中心街でのトランブル郡庁舎の建設は1895年の感謝祭の日に始まった。。
ウォーレンの町は20世紀に入っても成長を続けた。19世紀末と20世紀初期、周辺郡には大量の石炭と鉄鉱石が埋蔵されていたので、鉄鋼生産が郡内の主要産業となった。近年ウォーレン住人の多くは地元のサービス業や小売業で働いている。2000年の人口は46,832人となり、郡内最大だった。19世紀末と20世紀初期の建築様式による建築物が中心街に残っている。トランブル郡庁舎は州内最大級の法廷があり、郡庁舎広場を囲んでトランブル郡カーネギー法律図書館の他、事務所、銀行、店舗、家屋がある。

## 地理と都市概観
ウォーレンは北緯41度14分18秒 西経80度48分52秒 / 北緯41.23833度 西経80.81444度に位置している。ヤングスタウンからは北西へ約24km、クリーブランドからは南東へ約70km、ピッツバーグからは北西へ約130kmに位置する。市の標高は272mである。
アメリカ合衆国国勢調査局に拠れば、ウォーレン市は総面積41.85km2（16.16mi2）である。このうち陸地は41.78km2（16.13mi2）で水域は0.08km2（0.03mi2）である。総面積の0.19%が水域となっている。
ウォーレンやヤングスタウンを含むアルゲイニー台地上のこの一帯はマホニング・バレーと呼ばれている。この地域は最終氷期において氷河に覆われ、侵食されたため、アルゲイニー台地の中でも比較的なだらかな地形となっている。現在の市の中心部を蛇行しながら流れるマホニング川はこうしてできた平地に谷を刻んだ。また、氷河によって形成され、小川をせき止めていた湖はやがて干上がり、肥沃な土地が残された。
ウォーレンの気候は涼しい夏と寒い冬に特徴づけられる大陸性の気候で、ケッペンの気候区分では亜寒帯湿潤気候（Dfb）に属する。気候については、ヤングスタウン (オハイオ州)#気候も参照のこと。
市内の通りは比較的整然と区画されており、東西に通る通りはパーク・アベニューを境にW（西）とE（東）に、また南北に通る通りはマーケット・ストリートを境にN（北）とS（南）にそれぞれ分かれている。パーク・アベニューとマーケット・ストリートの北西角のブロックは郡庁舎広場となっており、ハイ・ストリートを背にしてトランブル郡庁舎が建っている。

## 政治

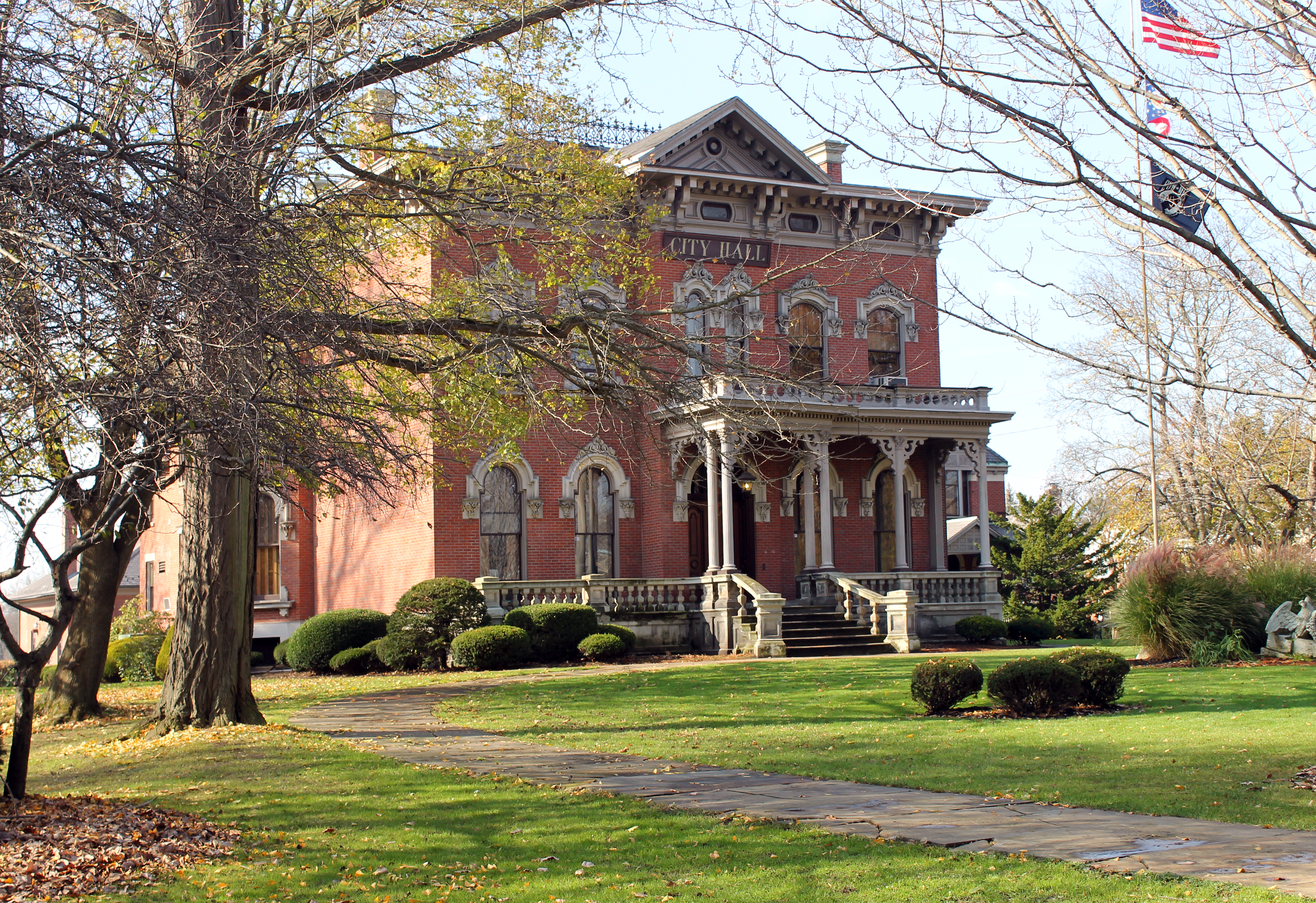
ウォーレン市庁舎

ウォーレンは市長制を採っている。市長は市の行政の最高責任者であり、その任期は4年である。市の立法機関である市議会は議長と10人の議員から成っている。10人の議員のうち7人は市を7つに分けた選挙区から1人ずつ選出され、残りの3人は全市から選出される。市議員の任期は2年である。
市庁舎はトランブル郡庁舎からの北西300mほどのマホニング・アベニュー沿い、パーキンス公園の入口に立地している。この赤レンガ造の庁舎は、もともとは1871年にパーキンス邸として建てられたもので、1934年に市庁舎に転用されたものである。市庁舎には市長室のほか財務局、法務局など市政府のいくつかの局が入っている。しかし、市議会の議場は市庁舎内ではなく、トランブル郡庁舎から南へ2ブロック、東へ1ブロックに立地する司法庁舎内に置かれている。

## 交通
ウォーレンを含むヤングスタウン都市圏の空の玄関口となる商業空港は市の東約16kmに立地するヤングスタウン・ウォーレン地域空港（IATA: YNG）である。しかし、この空港にはアレジャイアント航空しか就航しておらず、就航路線もセントピーターズバーグ・クリアウォーターとプンタゴルダへの2路線のみである。より規模の大きく、就航路線数・便数の多い空港としては、西へ約100km（車で約1時間10分）に立地するクリーブランド・ホプキンス国際空港や、南南東へ約115km（車で約1時間15分）に立地するピッツバーグ国際空港が挙げられる。
ウォーレンの西郊にはオハイオ・ターンパイクという有料道路になっている州間高速道路I-80が通っている。この有料道路は西へはクリーブランドの南をバイパスしてトレド方面へ、また南東へはヤングスタウンの西を通ってペンシルベニア州境を越え、ペンシルベニア・ターンパイクにつながってピッツバーグ、ハリスバーグやフィラデルフィア方面へと向かう。一方、東郊外を通る州道11号線も高速道路規格となっており、アシュタビューラでI-90に交わり、ヤングスタウンの放射線となっていると同時に、バッファロー方面への短絡路にもなっている。同じく高速道路規格になっている州道5号線は、ウォーレンの北郊外をバイパスして通る環状線になっている。

## 著名な出身者

### デイヴ・グロール
デイヴ・グロールはバンド「ニルヴァーナ」の元ドラマーであり、現在は「フー・ファイターズ」のリーダー、「ゼム・クルックド・ヴァルチャーズ」のドラマーである。グロールはウォーレンで生まれ、バージニア州アレクサンドリアで育った。2009年8月1日にウォーレンに戻り、市への鍵を渡され、『エバーロング』、『タイムズ・ライク・ジーズ』、『私の英雄』の歌を歌った。ウォーレン中心街の道に「デイビッド・グロール・アレー」と名付けられたものがあり、地元芸術家制作の壁画もある。地元で長く活動するスマック・アリス、ラブ・ターンズ・ヘイトなど多くのバンドがグロールとステージを共にする栄誉に浴した。この1日続いた祝典に、数千の観衆が参加した他、テレビやラジオでも報道された。

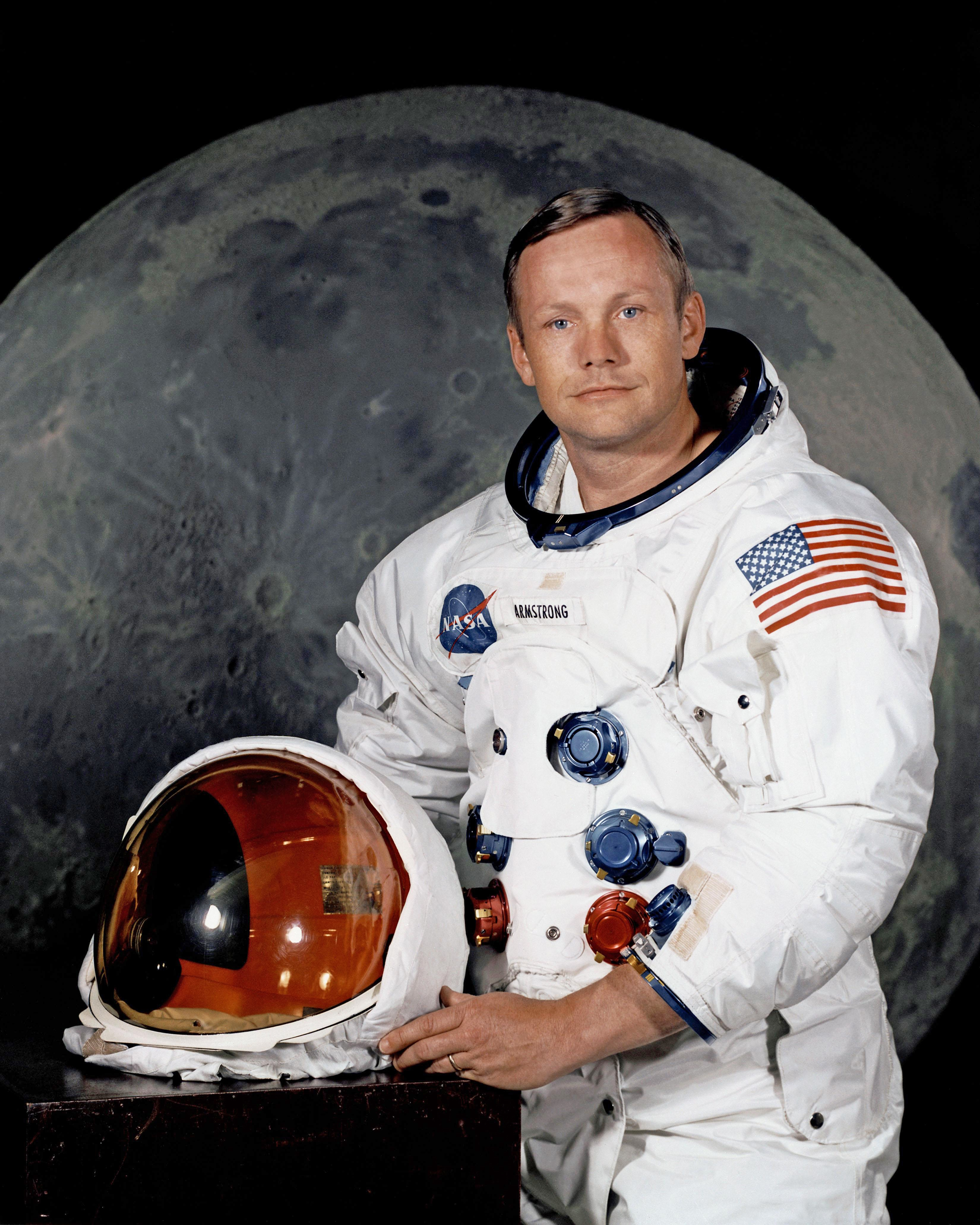
ニール・アームストロング

### ニール・アームストロング
ニール・アームストロングは月に足を踏み入れた最初の人である。その父はトランブル郡の州監査官であり、ウォーレンなど州内の幾つかの町に住み、その後ワパコネタに入った。ニールが2歳のときに父がクリーブランドで行われたナショナル・エア・レースに連れて行ったときに、空を飛ぶことに興味を持った。6歳のときにはウォーレンで、フォード トライモータ、別名ティン・グース（ブリキのガチョウ）で初めて飛行機に乗った。

### その他の著名人
- クリス・コロンバス、映画監督、プロデューサー
- ジェリー・ダグラス、グラミー賞を受賞した音楽家
- コーリー・ストリンガー、NFLアメリカンフットボール選手
- クリス・ジルカ、俳優、『The Secret Circle 』に出演

## 人口動態
都市圏および広域都市圏の人口についてはヤングスタウン (オハイオ州)#都市圏人口を参照のこと。
以下にウォーレン市における1840年から2010年までの市域人口の推移をグラフおよび表で示す。
| 統計年 | 人口     |
| ------ | -------- |
| 1840年 | 1,996人  |
| 1860年 | 2,402人  |
| 1870年 | 3,457人  |
| 1880年 | 4,428人  |
| 1890年 | 5,973人  |
| 1900年 | 8,529人  |
| 1910年 | 11,081人 |
| 1920年 | 27,050人 |
| 1930年 | 41,062人 |
| 1940年 | 42,837人 |
| 1950年 | 49,856人 |
| 1960年 | 59,648人 |
| 1970年 | 63,494人 |
| 1980年 | 55,471人 |
| 1990年 | 50,793人 |
| 2000年 | 46,832人 |
| 2010年 | 41,557人 |

## 見どころ
- 世界初の二階建てマクドナルド店舗、創業者のレイ・クロックに捧げられた
- ナショナル・パッカード博物館、ジョン・スターク・エドワーズ邸博物館、サットリフ博物館、トランブル画廊[19]
- パッカード音楽ホール[20]
- パッカード公園
- ニール・アームストロング初飛行記念碑[19]
- パーキンス公園

## 姉妹都市
ウォーレンはヤングスタウンと共同で、以下2都市と姉妹都市提携を結んでいる。
- アッコ（イスラエル）
- 徳州市（中華人民共和国山東省）